# ليديا لويزا آنا فري
ليديا لويزا آنا فري (بالإنجليزية: Lydia Louisa Anna Very)‏ (1823، سالم في الولايات المتحدة - 1901)؛ كاتِبة مُتخصِّصة في أدب الأطفال وشاعرة أمريكية.